# معجزه (فیلم ۱۹۱۲)
معجزه (انگلیسی: The Miracle) یک فیلم و تئاتر به کارگردانی میشل آنتوان کاره و مکس راینهاردت است که در سال ۱۹۱۲ منتشر شد.